# Basilinna leucotis
El colibrí orejiblanco  (Basilinna leucotis), también denominado colibrí oreja blanca, colibrí orejas blancas, colibrí orejiblanca, zafiro de orejas blancas, zafiro oreja blanca, zafiro orejas blancas, zafiro bicejudo o chupaflor orejiblanco, es una especie de ave apodiforme de la familia Trochilidae —los colibríes— , una de las dos pertenecientes al género Basilinna. Es nativa del sur de América del Norte y oeste de América Central.

## Distribución y hábitat

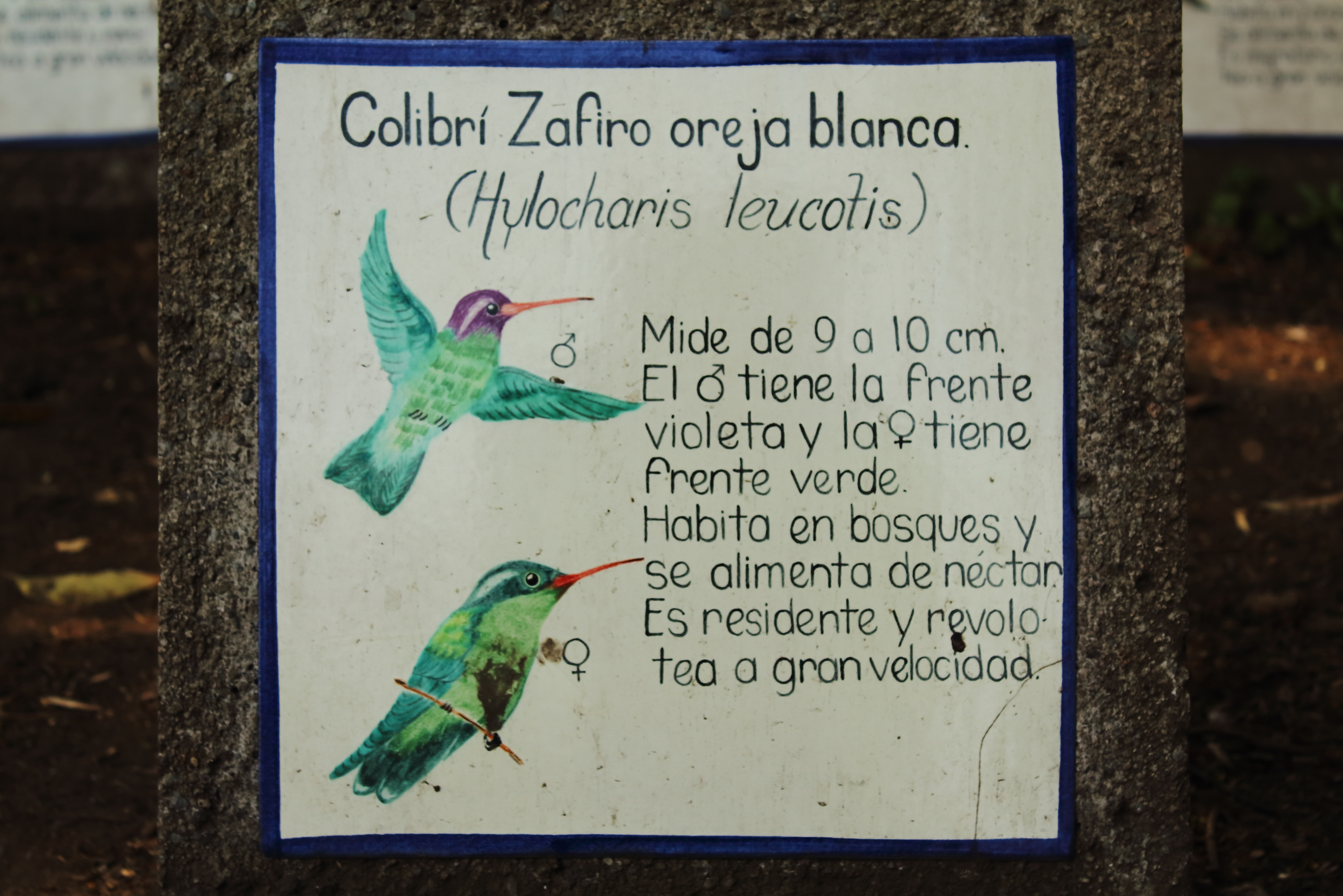
Breve descripción sobre basilinna leucotis en el jardín botánico de la Universidad Nacional Autónoma de México, México.

Es un residente estival poco común pero regular en el extremo suroeste de Estados Unidos (sureste de Arizona), también está reportada en Nuevo México y Texas, aunque es mucho menos frecuente en estos dos estados; de donde se retira por completo en los inviernos boreales, así como también de los estados norteños de México (Sonora, Chihuahua y Nuevo León). Es un residente permanente pero de distribución discontinua desde el norte de México hacia el sur, por Guatemala, El Salvador, Honduras, hasta el sur de Nicaragua.
Esta especie es considerada de común a bastante común en sus hábitats naturales: los bosques de pinos, pinos-encinas y pinos siempreverdes y en los bordes y claros adyacentes con flores. En altitudes entre 1200 y 3500 metro.

## Sistemática

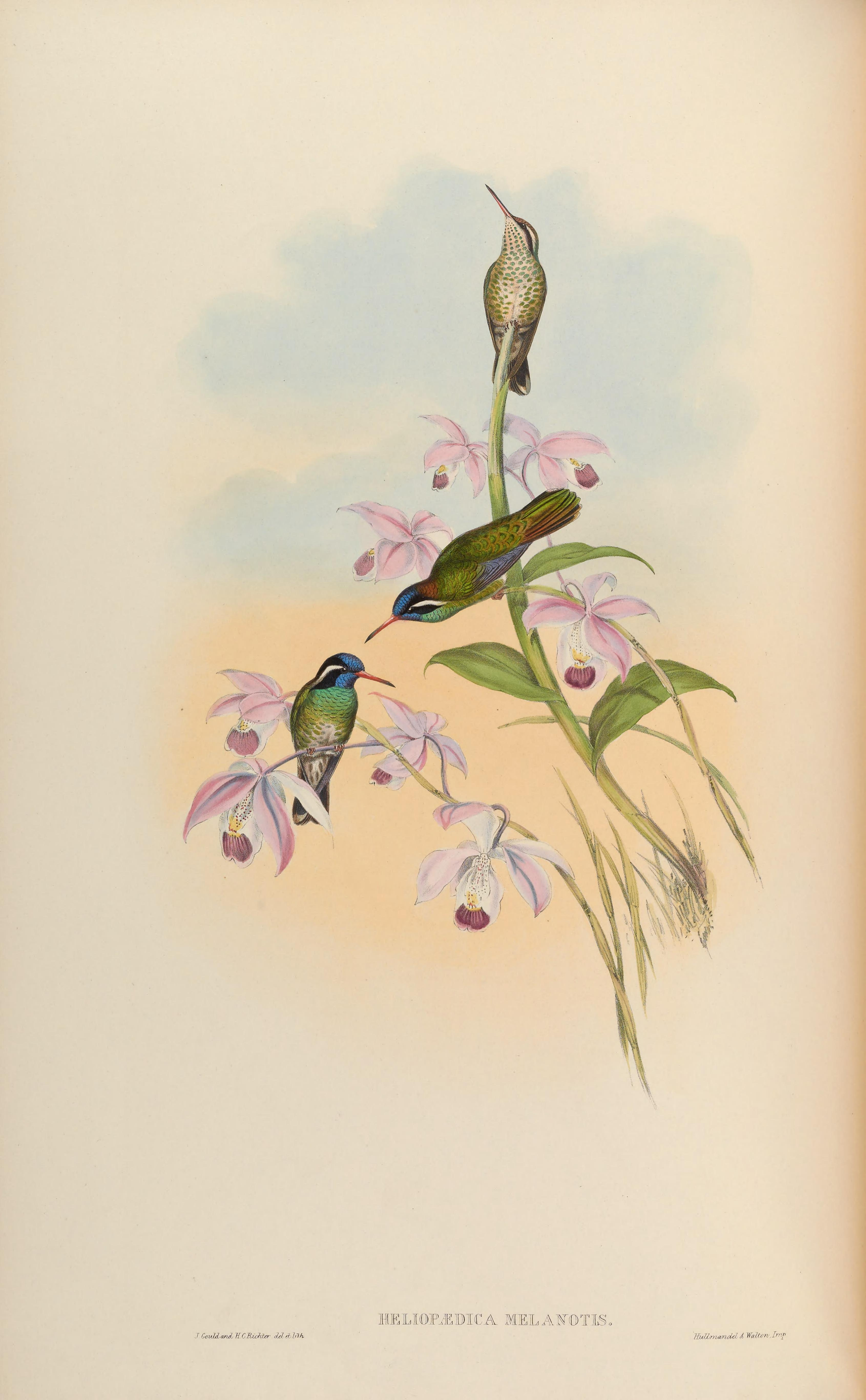
Heliopaedica melanotis, sinónimo de Basilinna leucotis, ilustración de Gould y Richter en A monograph of the Trochilidae, or family of humming-birds 2, 1861.

### Descripción original
La especie B. leucotis fue descrita por primera vez por el naturalista francés Louis Pierre Vieillot en 1818 bajo el nombre científico Trochilus leucotis; la localidad tipo dada fue: «Brasil», error, designado posteriormente «Orizaba, Veracruz, México».

### Etimología
El nombre genérico femenino «Basilinna» proviene del griego y significa ‘reina’; y el nombre de la especie «leucotis», se compone de las palabras del griego «leukos» que significa ‘blanco’, y «ōtis» que significa ‘de oreja’.

### Taxonomía
Inicialmente fue tratada en el presente género, pero por mucho tiempo fue incluida en el género Hylocharis, pero las diferencias ecológicas, de comportamiento, vocales, de plumaje y estructurales llevaron a separarla nuevamemente en el presente género. Se registran híbridos de la presente especie con Selasphorus platycercus, Eugenes fulgens y Cynanthus latirostris.

### Subespecies
Según las clasificaciones del Congreso Ornitológico Internacional (IOC) y Clements Checklist/eBird  se reconocen tres subespecies, con su correspondiente distribución geográfica:
- Basilinna leucotis borealis Griscom, 1929 –	norte de México (este de Sonora, oeste de Chihuahua y sur de Coahuila al suroeste de Tamaulipas); rara vez al suroeste de Estados Unidos (extremo sureste de Arizona).
- Basilinna leucotis leucotis (Vieillot, 1818) – tierras altas del centro y sur de México (sur de Durango y San Luis Potosí) hasta Guatemala.
- Basilinna leucotis pygmaea Simon & Hellmayr, 1908 – tierras altas de El Salvador, Honduras y el norte de Nicaragua.